# Amelio Lami
Amelio Lami (Cecina, 28 febbraio 1915 – Cecina, 29 aprile 1977) è stato un calciatore italiano, di ruolo centrocampista.

## Carriera
Fratello minore di Paolo Lami e pertanto noto come Lami II, giocò in Serie A con il Livorno.

## Palmarès

### Club

#### Competizioni nazionali
- Serie B: 1

Livorno: 1936-1937